# Prințesa Augusta de Cambridge
Prințesa Augusta de Cambridge (19 iulie 1822 – 5 decembrie 1916) a fost membră a familiei regale britanice, nepoata regelui George al III-lea. Prin căsătoria cu Frederic Wilhelm, Mare Duce de Mecklenburg a devenit Mare Ducesă de Mecklenburg-Strelitz.

## Primii ani

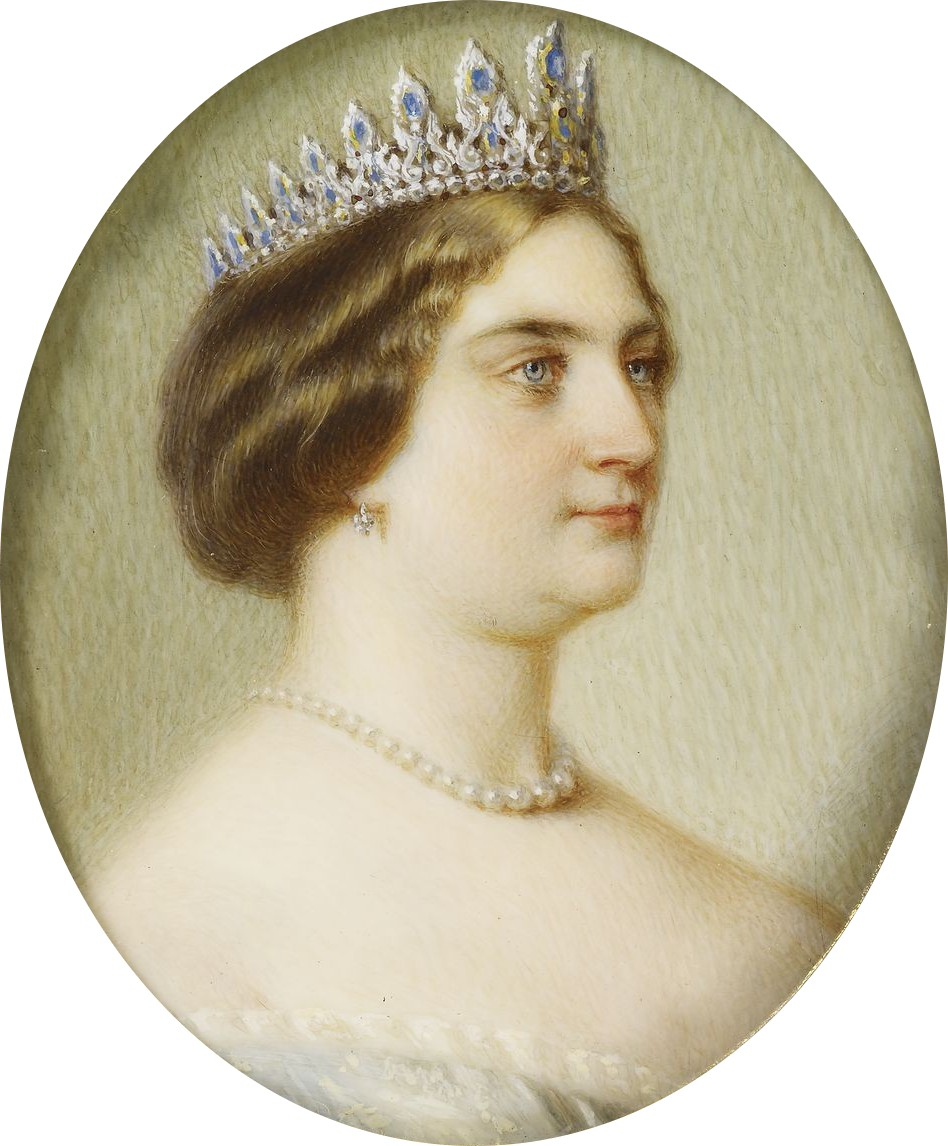
Prințesa Augusta

Prințesa Augusta s-a născut la 19 iulie 1822 la Palatul Montbrillant din Hanovra. Tatăl ei a fost Prințul Adolphus, Duce de Cambridge, al șaptelea fiu al regelui George al III-lea și al reginei [Charlotte de Mecklenburg-Strelitz]]. Mama ei a fost Prințesa Augusta de Hesse-Cassel. Mica prințesă a fost botezată la același palat, la 16 august 1822. 
Trei dintre nașii ei au fost prezenți la botez: Prințesa Caroline Polyxene de Nassau-Usingen (bunica maternă), Prințesa Louisa de Nassau-Usingen (mătușa maternă), Prințesa Louisa (mătușă maternă). Restul nașilor nu au fost prezenți însă e posibil să fi fost reprezentați: Ducele de York (unchiul patern), toate cele 5 mătuși paterne - regina Charlotte, Prințesa Augusta, Prințesa Elisabeta, Prințesa Mary, Prințesa Sofia - Prințesa Augusta a Prusiei (soția Electorului de Hesse, care era vărul mamei), Prințesa Marie de Hesse-Cassel (mătușa maternă) și Prințesa Louise Charlotte a Danemarcei (soția unchiului matern)
Prințesa Augusta a avut un frate, Prințul George, care a devenit al 2-lea Duce de Cambridge, și o soră, Prințesa Mary Adelaide, care a devenit Ducesă de Teck. Prin urmare, Prințesa Augusta a fost verișoară primară cu regina Victoria și mătușa reginei Mary de Teck. 

## Căsătorie și copii
Prințesa Augusta s-a căsătorit la 28 iunie 1843 la Palatul Buckingham cu verișorul ei primar, Frederic Wilhelm de Mecklenburg-Strelitz, fiul și moștenitorul Marelui Duce Georg de Mecklenburg-Strelitz și a soției acestuia, Prințesa Marie de Hesse-Cassel. Augusta și Frederic Wilhelm au fost și verișori de gradul doi pe partea taților lor. Cuplul a avut doi fii:
- Friedrich Wilhelm, Prinț Ereditar de Mecklenburg-Strelitz (n./d. 13 ianuarie 1845, Londra).
- Ducele Adolf Friedrich de Mecklenburg-Strelitz (1848–1914); a succedat tatălui său ca Adolf Friedrich al V-lea, Mare Duce de Mecklenburg-Strelitz.

Prințesa Augusta și Friedrich Wilhelm au celebrat nunta de diamant distribuind câte 25 de pfenigi din trezoreria publică tuturor cetățenilor marelui ducat.

## Ultimii ani

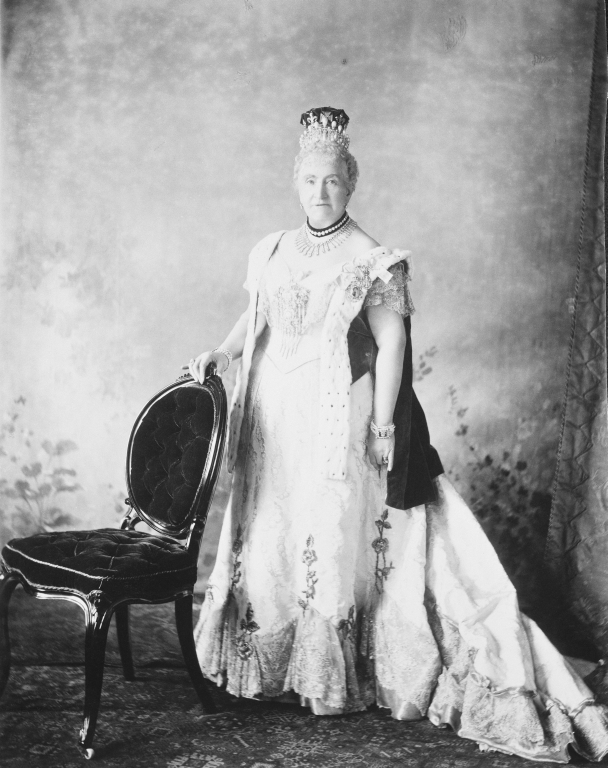
Marea Ducesă în 1902

Deși și-a petrecut cea mai mare parte a vieții adulte în Germania, Marea Ducesă Augusta a păstrat legături personale strânse cu familia regală britanică. Ea a vizitat-o frecvent pe mama ei, Ducesa de Cambridge, la apartamentul ei de la Palatul  Kensington.
După moartea mamei sale, în 1889, Marea Ducesă a achiziționat o casă în zona londoneză Buckingham Gate, unde își petrecea o parte a anului până când vârsta înaintată nu i-a mai permis să călătorească în străinătate.
În pregătirile pentru încoronarea regelui Eduard al VII-lea și a regina Alexandra în 1901, Ducele de Norfolk a consultat-o cu privire la chestiuni de eticheta și ținută. Augusta a fost prezentă la încoronarea regelui William al IV-lea și a regina Adelaide cu 71 de ani mai devreme. Ea avea nouă ani la momentul respectiv și a sărutat mâna reginei. De asemenea, ea a fost în măsură să ofere detalii cu privire la încoronarea reginei Victoria, pentru care nu există înregistrări scrise (ea avea atunci șaisprezece ani).
Marea Ducesă de Mecklenburg-Strelitz a fost în special apropiată de nepoata ei, viitoarea regină Mary. Cu toate acestea, vârsta înaintată nu i-a permis să participe la încoronarea regelui George al V-lea  și a reginei Mary la Westminster Abbey la 22 iunie 1911.
În urma izbucnirii Primului Război Mondial, guvernul britanic i-a suspendat alocația pe care ea o primea ca membru al familiei regale britanice. În timpul războiului, ambasada suedeză a trecut scrisori de la regină la mătușa ei, care încă trăia în Germania. 
Când a devenit în vârstă, ea a devenit și arțăgoasă. Când Prințesa Maud de Wales a devenit regină a Norvegiei, Augusta a spus că ea "a devenit regina unui tron revoluționar". În timpul Festivităților Jubileului de Diamant a reginei Victoria, Augusta a spus cu voce tare "De ce ea îi mulțumește lui Dumnezeu în stradă?", regina Victoria stând în trăsura ei pentru binecuvântare.
Prințesa Augusta a murit la  Neustrelitz și a fost cel mai longeviv nepot al regelui George al III-lea; ea a fost ultima legătură a familiei britanice cu Casa de Hanovra. În momentul morții avea 94 de ani, 4 luni și 16 zile, ceea ce a transformat-o în prințesa britanică cu sânge regal cea mai longevivă; recordul a fost depășit în 1977 de Prințesa Alice, Contesă de Athlone care avea 97 de ani.